# Josip Prćić
Josip Prćić je bio srbijanski nogometaš iz Subotice, rodom bački Hrvat. Smatra ga se jednim od dvadeset Spartakovih najboljih igrača svih vremena. Bio je napadač.
Igrao je u sastavu subotičkog Spartaka koji je izborio sudjelovanje u prvenstvu Jugoslavije 1946./47. bio je: Pajo Šimoković, Ivan Bogešić, Miroslav Beleslin, Lajčo Jakovetić, Ivan "Janko" Zvekanović, Gojko Janjić, Ilija Vorgučin, Ladislav Tumbas, Stipan "Pipko" Kopilović, Jóska Takács i Josip Prćić. Trener im je bio Aleksandar Zvekan.
Poslije je igrao za splitski Mornar, klub ratne mornarice. U prvoj je ligi odigrao ukupno 66 utakmica.